# Pornographie lesbienne
Pour des articles plus généraux, voir Pornographie et Sexualité lesbienne.
La pornographie lesbienne consiste en la représentation d'actes sexuels entre femmes uniquement, dans le but d'exciter sexuellement.
Ces représentations pornographiques ont d'abord été produites à destination des hommes hétérosexuels avant qu'une pornographie lesbienne ne voit le jour pour les lesbiennes elles-mêmes.

## Histoire

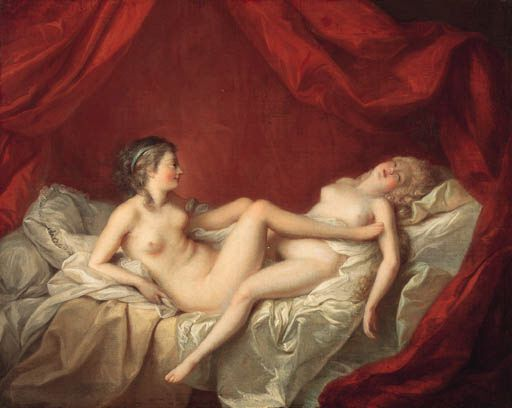
Les Deux Amies (XVIIIe siècle), par Jean-Jacques Lagrenée.

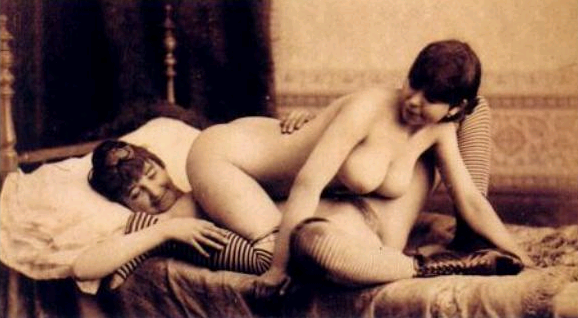
Erotique - 1893 collection vintage smut de Rod Ashford en 1999.

La représentation de rapports sexuels entre deux femmes à l'usage des hommes pour leur excitation est intégrée depuis longtemps dans l'histoire de la pornographie.
Au XIXe siècle, des gravures d'Achille Devéria de 1830, puis des photographies des années 1880-1910 en témoignent.
Les scènes lesbiennes sont courantes dans les films de sexploitation des années 1970, comme The Private Afternoons of Pamela Mann de Radley Metzger, Emmanuelle (1974) ou Bilitis (1977).
En 1984, Nan Kinney et Deborah Sundahl créent une revue consacrée à la sexualité lesbienne, On Our Backs.
Le premier film lesbien qui s'adresse spécifiquement à des lesbiennes date de 1985 : Erotic in Nature de Cristen Lee Rothermund. À partir de cette date, plusieurs vidéos faites par et pour les lesbiennes sont réalisées, notamment Hungry Hearts (1988) de Nan Kinney et Debi Sundahl, et Suburban Dykes (1991) de Debi Sundhal, avec Nina Hartley et Sharon Mitchell.
La réalisatrice Maria Beatty explore de son côté la sexualité BDSM avec The Elegant Spanking (1994) ou The Boiler Room (1998). Jackie Strano et Shar Rednour réalisent Hard Love & How to Fuck in High Heels (2000), qui est considéré comme une des plus grandes percées du genre, puis Sugar High, Glitter City (2001).
Des studios hétérosexuels produisent régulièrement des films lesbiens, comme No Man's Land (1988-2009) produit par Vidéo Team, Where the Boys Aren't (1989-2008), et Briana Loves Jenna (2001) produits par Vivid, Buttslammers (2004-2015), Belladonna: No Warning (2005-2013) produit par Evil Angel ou Sirens.
Plusieurs studios exclusivement lesbiens se créent dans les années 2000 et 2010 : Girlfriends Films fondé par Dan O'Connell en 2002, Triangle Films en 2006, Sweetheart Video fondé par Nica Noelle en 2008, Juicy Pink Box fondé par Jincey Lumpkin en 2009, Girl Candy Films, fondé par Nica Noelle, Filly Films en 2011, Slayed en 2014, une des marques de Vixen Media Group fondé par Greg Lansky, Girlsway en 2014 ou encore AllHerLuv fondé par Missa X en 2018.

## Reconnaissance dans l'industrie
De nombreux prix récompensent et mettent à l'honneur la pornographie lesbienne lors des différentes remises de prix de l’industrie tel que les AVN Awards ou les XBIZ Awards. Par exemple, depuis 2014 et en prenant en compte la croissance continue de la popularité de cette discipline, Adult Videos News, l’organisateur des AVN Awards créer le prix de l’interprète lesbienne de l’année, ce qui pourrait correspondre à : « meilleure actrice de pornographie lesbienne de l’année ». Ce prix à aussi son homologue au XBIZ Awards.
La série Women Seeking Women obtient plusieurs fois un AVN Award entre 2008 et 2011. Mother-Daughter Exchange Club le reçoit en 2011. Budapest remporte un XBIZ Award en 2012, Lesbian Seductions le gagne en 2013 et Me and My Girlfriend en 2014. Girls Kissing Girls obtient un AVN Awards en 2015, Lesbian Adventures le reçoit en 2016. La réalisatrice Courtney Trouble reçoit plusieurs fois le Feminist Porn Award entre 2009 et 2015,.
Certaines œuvres exclusivement dédiées au genre ont été récompensés, comme la série The Business Of Women sorti en 2015 ou encore Teenage Lesbian, sorti en 2020, qui reçut la récompense du film de l’année, tous genres confondus, aux AVN Awards 2020.

Si la majorité des actrices tournent aussi bien des scènes hétérosexuelles qu'homosexuelles, certaines actrices ont choisie de faire de la pornographie lesbienne leur spécialité. À ce titre, on peut nommer : Georgia Jones, Shyla Jennings, Charlotte Stokely, Mindi Mink pour les plus connues ou les plus récompensées.

## Public

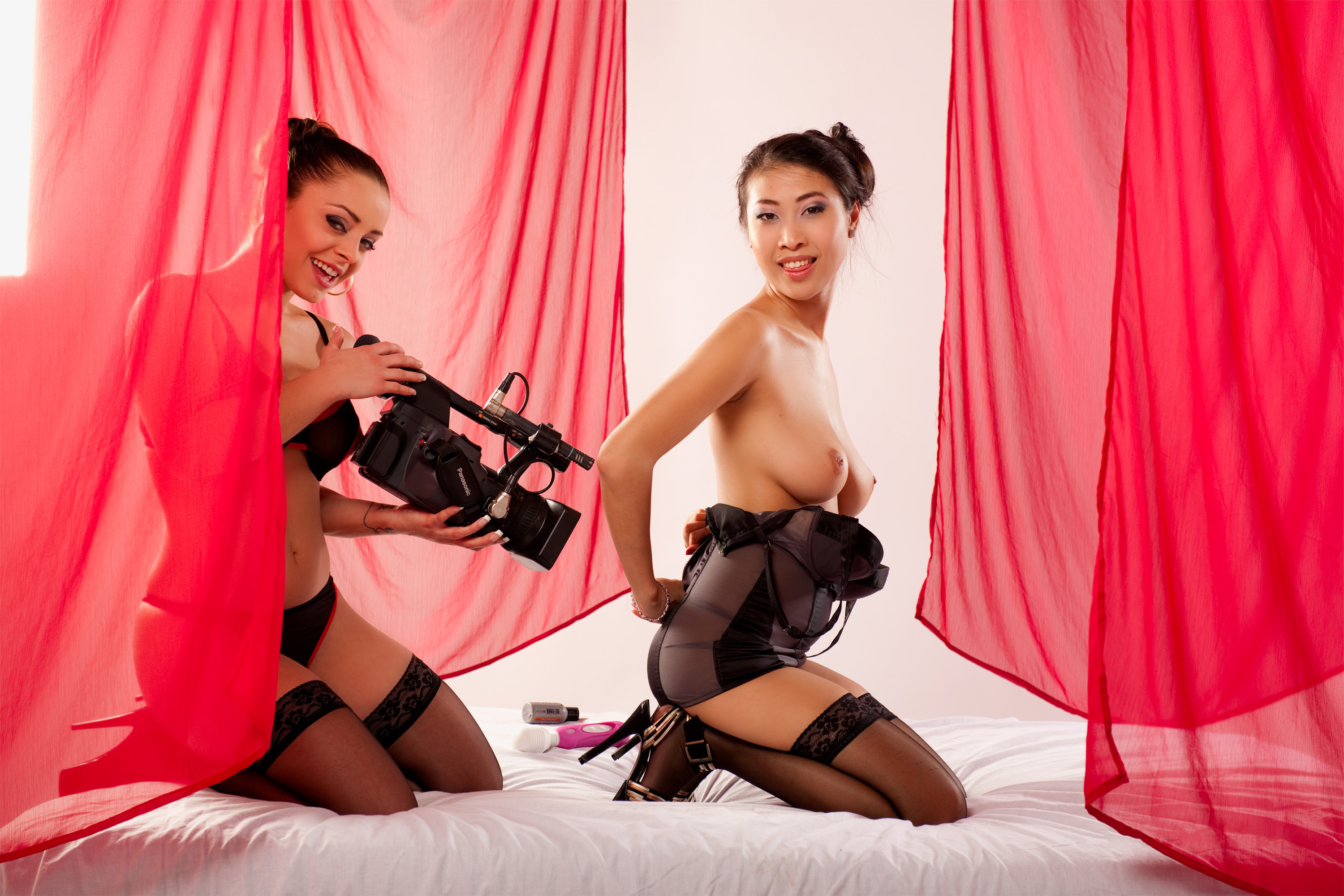
Les actrices pornographiques françaises Liza Del Sierra et Sharon Lee sur le tournage d'une vidéo de John B. Root.

D'après le site pornographique PornHub, la recherche la plus populaire sur leur site est le mot « lesbienne », et cela aussi bien pour les hommes que pour les femmes,,,.
D'après les statistiques de PornHub, les femmes nord-américaines recherchent près de trois fois plus les sujets lesbiens que les hommes nord-américains,.
La pornographie lesbienne a d'abord été produite par des hommes pour des hommes.
Une étude américaine de 1996 conclut que des hommes hétérosexuels ont une plus grande excitation génitale et subjective en regardant des actes hétérosexuels que lesbiens. Une autre étude indique que des hommes sont davantage excités par des actes lesbiens que par des actes hétérosexuels, et que les femmes, qu'elles soient homosexuelles ou hétérosexuelles, sont excitées par une large palette de stimuli sexuels.
Une étude norvégienne a établi que 92 % des femmes lesbiennes ou bisexuelles interrogées ont vu de la pornographie (contre 94 % des hommes de toute orientation et 67 % des femmes hétérosexuelles), et que 24 % des femmes lesbiennes ou bisexuelles en ont utilisé lors de la masturbation. Des lesbiennes interrogées au Canada se partagent entre celles pour qui la pornographie sert de repoussoir, et celles pour qui elle a un statut référentiel.
Dans un article de 1989, Deborah Swedberg soutient l'idée que les lesbiennes peuvent se retrouver dans la pornographie lesbienne, parce que les hommes en sont absents, contrairement à la pornographie hétérosexuelle. Comme la pornographie gay, la pornographie lesbienne a aussi été vue comme un moyen de construire et d'unifier une communauté lesbienne, notamment par Pat Califia.
De son côté, Valerie Webber critique le manque d'authenticité des représentations de la sexualité dans la pornographie lesbienne, entre autres parce que ces vidéos comportent presque toujours des scènes de pénétration par godemichet, alors que des études ont montré que les lesbiennes utilisaient peu souvent des jouets sexuels. Heather Butler remarque cependant que pour certaines réalisatrices, l'usage du godemichet ne conditionne pas l'orgasme.

## Regards féministes
Depuis les années 1960, les critiques des féministes qui rejettent la pornographie dans son ensemble parce qu'elle présente les femmes comme des objets ont influencé la communauté lesbienne,. Cependant, depuis les controverses féministes sur le sexe des années 1980 et la réappropriation de la pornographie par les femmes, les regards d'une partie des féministes sur la pornographie, hétérosexuelle ou homosexuelle, ont changé,. Certaines lesbiennes apprécient la pornographie généraliste, d'autres sont gênées par l'intérêt que montrent certains hommes pour la sexualité lesbienne.
Une littérature pornographique écrite par et pour des femmes connaît aussi son essor depuis les années 1990, publiée en France par les éditions gaies et lesbiennes, KTM éditions ou La Cerisaie, ou diffusée aux États-Unis grâce aux anthologies de Tristan Taormino. En montrant d'autres sexualités, ces textes peuvent permettre de mieux les faire accepter et de faire découvrir un monde moins marqué par l'hétéronormativité.